# Bismutinita
|  | No s'ha de confondre amb el també mineral bismutita.. |

La bismutinita o bismutina és un mineral, sulfur de bismut (Bi₂S₃), considerat com la principal mena de bismut a nivell mundial, ja que conté un 81,29% d'aquest element. Va ser reportada per primera vegada en 1832 de les mines de Potosí, Bolívia.

## Característiques
La bismutinita es troba en forma de cristalls, agregats radials, granulars i fullosos. Els cristalls són de color gris acer a blanc amb una lluentor metàl·lica. És prou suau per ser ratllat amb l'ungla i bastant dens. Forma una sèrie de solució sòlida amb l'aikinita i pertany al grup de l'estibina. La seva duresa a l'escala de Mohs és d'entre 2 i 2,5.
Segons la classificació de Nickel-Strunz, la bismutinita pertany a «02.DB: Sulfurs metàl·lics, M:S = 2:3» juntament amb els següents minerals: antimonselita, guanajuatita, metastibnita, pääkkönenita, estibina, ottemannita, suredaïta, bowieïta, kashinita, montbrayita, edgarita, tarkianita i cameronita.

## Formació i jaciments
Es presenta en vetes hidrotermals juntament amb vetes de turmalina amb contingut de coure associades amb el granit, i en algunes vetes d'or d'alta temperatura, i en dipòsits d'exhalació volcànics recents. Els minerals associats inclouen bismut natiu, aikinita, arsenopirita, estannita, galena, pirita, calcopirita, turmalina, wolframita, cassiterita i quars.
Als territoris de parla catalana se'n troba bismutinita a Ca n'Agustí (Montagut, Garrotxa), a la mina Roca del Turó (Espinavell, Ripollès), a la mina Fra Joan (Setcases, Ripollès), a la mina Zaragoza (Vall de Ribes), a la mina Atrevida (Vimbodí, Conca de Barberà), a la mina Oriental (Chóvar, Castelló) i a La Soulanette i a les mines de Costabona (Prats de Molló i la Presta, Pirineus Orientals).

## Varietats
- La bismutinita antimònica és una varietat de bismutinita que conté antimoni. Ha sigut trobada únicament a les mines Vena, Askersund, Suècia.[4]
- La bismutinita argentífera és una varietat de bismutinita que conté plata. Ha sigut trobada en diverses localitats xineses.[5]
- L'horobetsuita és una varietat de bismutinita rica en antimoni i d'estibina rica en bismut. És considerada una composició intermèdia de la sèrie estibina-bismutinita. Cristal·litza en el sistema ortoròmbic. Va ser descoberta a la mina de sofre Horobetsu, Iburi, Hokkaido, Japó.[6]